# Критерии разрушения каменных конструкций
Критерии разрушения каменной конструкции –  условия необратимого изменения начального состояния каменной конструкции под действием внешних нагрузок или силовых воздействий. Необратимым изменением считается образование  трещин в кладочных элементах и / или  растворных швах, раздробление материала, взаимное скольжение  частей кладки.
В механике разрушения принято различать пять уровней разрушения, зависящих от рассматриваемого масштаба задачи: масштаб конструктивного элемента, 
макро масштаб, мезо масштаб, микро масштабе и атомный масштаб. Применительно к каменным конструкциям зданий и сооружений обрушение каменной конструкции (простенка стены, каменной колонны, арки и т.п.) является разрушением в масштабе конструктивного элемента. Локальное разрушение кладки, ограниченное  небольшим объёмом кладки, длина которого вдоль постели кладки равна средней длине кладочного элемента, а высота - одному - двум рядам кладки, рассматривается как макро разрушение. Мезо разрушением кладки является образование сквозной трещины в одном кладочном элементе или на участке растворного шва по длине или высоте кладочного элемента. Образование поверхностных трещин, например, усадочных, не считается мезо разрушением, хотя наличие таких трещин  при необходимости может учитываться. Микро разрушением  считается разрушение внутренней структуры материала кладочных элементов и раствора вследствие образования под нагрузкой микротрещин из-за внутренней неоднородности материала (внутренних пор,  слоистости и неодинаковой плотности естественных каменных материалов, разной крупности заполнителя искусственных материалов, и т.п.). Нарушения внутриатомных связей являются разрушениями атомного масштаба.
При однородном напряженном состоянии локальное макро разрушение одновременно является глобальным разрушением, связанным с  обрушением конструкции в целом. При неоднородном напряженном состоянии изолированное локальное разрушение, как правило, не вызывает обрушения каменной конструкции в целом, но  приводит к перераспределению внутренних напряжений в конструкции, что может вызывать образование новых локальных разрушений, которые объединяясь могут приводить к обрушению конструкции. Поэтому определение макро разрушений является основной задачей расчёта прочности кладки.

## Классификация
По масштабу разрушения:
- глобальное;
- локальное.

По геометрии расчётной схемы:
- одномерные;
- двухмерные;
- трёхмерные.

По способу механического моделирования:
- микромеханическое;
- макромеханическое.

По характеру разрушения:
- хрупкое;
- пластическое;
- хрупко-пластическое.

## Формы разрушения кладки
Каменная кладка, состоит из кладочных элементов (кирпича, природных или искусственных камней, бетонных блоков и др.) и строительного раствора. В зависимости от вида напряженного состояния и прочностных характеристик материалов, из которых выполнена кладка, разрушение  происходит по кладочным элементам, растворным швам,  одновременно по кладочным элементам и растворным швам или по плоскостям (интерфейсам) их контактов.

Основные формы разрушения на микроскопическом уровне.

Согласно механике разрушения на микроскопическом уровне в плоском твёрдом теле возникает три основных типа трещин:

I. Разрыв (Opening) - раскрытие  трещины  от растяжения перпендикулярно берегам трещины.
II. Скольжение (Sliding) - взаимное смещение берегов трещин от сдвигающих напряжений в плоскости конструкции.
III. Разрез (Shearing) - взаимное смещение берегов трещин от сдвигающих напряжений из плоскости конструкции.

Основные формы разрушения кладки на макроскопическом уровне

При простых видах напряжённого состояния два первых  типа трещин можно достаточно чётко проследить  для каменной кладки и на макроскопическом уровне.  Однако при совместном действии нормальных и касательных напряжений не всегда можно заранее установить механизм образования трещин в кладке.
Разрушение отрыва, имеющее хрупкий характер, вызывают нормальные растягивающие напряжения. Разрушение сдвига вызывают  касательные напряжения. Разрушение сдвига сопровождаются пластическими деформациями, которые возникают после достижения предела текучести материала.  Во многих формах разрушения одновременно проявляются оба механизма. Так, например, при растяжении кладки параллельно постели  происходит разрыв интерфейса торцовых растворных швов и срез по интерфейсу постельных швов.

### Формы разрушения при сжатии
При сжатии кладки перпендикулярно постели сначала появляются волосяные трещины в отдельных камнях. Эти трещины вызывают растягивающие напряжения, возникающие в кладочных элементах из-за внутренней неоднородности их материала. По мере роста сжимающей нагрузки волосяные трещины прорастают и объединяются в общие сквозные трещины, которые располагаются, как правило, вдоль торцевых растворных швов. В дальнейшем возникают дополнительные трещины, которые разделяют кладку на неустойчивые тонкие столбики, разрушающиеся при сжатии.
Прочность кладки при сжатии значительно меньше сопротивления сжатию камня (кирпича), причины чего можно разделить на две группы. Первая группа связана с тем, что раствор и кладочные элементы имеют разную жесткость. Даже при равномерном сжатии кладки, сжимающие напряжения распределяются неравномерно по длине постельных швов кладки, что приводит к возникновению растягивающих напряжений в кладочных элементах  над и под  вертикальными швами кладки. Сжатие кладки вызывает неодинаковые поперечные деформации постельных растворных швов и кладочных элементов. В результате чего в кладочных элементах возникают дополнительные растягивающие напряжения. Причины второй группы имеют случайный характер и связаны с неоднородностью растворной постели (неровности, неодинаковая толщина и плотность постельных швов кладки) и камней и их неправильной формой, обуславливающей концентрацию напряжений на выступающих частях камней.
Растягивающие напряжения, обусловленные первой группой факторов, в принципе, можно определить расчетом на основе микро-моделирования кладки, если известны характеристики прочности и жесткости её материалов. При этом необходимо знать призменную прочность кладочных элементов, что весьма проблематично, так она не нормирована и нет стандартных методов её опытного определения. Факторы второй группы обуславливают сложное напряженное состояние, при котором отдельные кладочные элементы работают на изгиб, растяжение, срез и местное сжатие, что приводит к  существенному снижению прочности кладки. Поэтому самым надежным способом определения прочности кладки при сжатии нормально постели является прямое испытание образцов кладки. Могут быть также использованы табличные данные норм или эмпирические формулы, полученные на основе обобщения испытаний. В Eurocode 6, европейском стандарте по проектированию каменных конструкций, приведена  формула, позволяющая определить характеристическую прочность кладки при сжатии с учётом нормируемой прочности кладочного элемента, кубиковой  прочности раствора и типа кладки.
При сжатии кладки параллельно постели в ней образуются горизонтальные трещин между кладочными элементами и постельными растворными швами, которые разделяют кладку на слои, высотой в один или нескольких рядов кладки.  Причиной расслоения кладки являются касательные напряжения, возникающие по длине камня из-за наличия торцовых растворных швов, расположенных со смещением для перевязки кладки. Дополнительной причиной является неизбежные при ручной кладке искривления рядов кладки. Эти искривления имеют случайный характер, хотя их влияние на прочность может быть весьма существенным. Прочность кладки при сжатии параллельно постели не нормирована.
При двухосном сжатии кладки перпендикулярно и параллельно постели, в случае, когда сжимающие напряжения в обоих направлениях близки по величине, разрушение кладки происходит в форме раскалывания по плоскости, проходящей примерно посередине толщины кладки. Главной причиной раскалывания являются растягивающие напряжения, возникающие из-за неодинаковых деформаций камней и раствора в швах кладки.
При трехосном сжатии происходит раскрашивание материала камней и раствора. Такое разрушение возникает, например, в сжатых углах заполнения каркаса кладкой при его перекосе. Причиной разрушения являются сдвигающие напряжения, возникающие при трёхосном сжатии из-за неоднородности материала камней и раствора.  Разрушение имеет пластический характер в отличие от хрупкого разрушения при двухосном сжатии.

### Формы разрушения при растяжении
При растяжении перпендикулярно постели кладки происходит разрыв одного из горизонтальных сечений кладки. Как правило, трещина разрыва проходит по верху одного из постельных швов. Если камни тщательно очищены от пыли и смочены перед укладкой, то прочность нормального сцепления может оказаться более высокой по сравнению с прочностью раствора на растяжение. В этом случае горизонтальная разрушающая трещина может проходить по одному из постельных швов или камням, если их прочность на растяжение ниже прочности на растяжение камня. Для определения   прочности кладки при растяжении перпендикулярно постели достаточно знать сопротивление нормальному сцеплению камня с раствором, а также прочность раствора и камня на растяжение. В качестве расчетного сопротивления принимается меньшее значение.
При растяжении параллельно постели кладки разрушение имеет зубчатую форму.  Разрушающая трещина проходит по интерфейсам камней и растворных швов. При обжатии кладки перпендикулярно постели форма разрушения может измениться, так как силы трения увеличивают сопротивление срезу участков постельных швов. Если сопротивление срезу этих участков больше прочности на растяжение вертикального сечения камня, то разрушающая трещина пересекает камни и торцовые растворные швы кладки.
Двухосное растяжение кладки изучено недостаточно. Предположительно можно принять, что сопротивление одинаковому двухосному растяжению равно сопротивлению одноосному растяжению перпендикулярно постели кладки.

### Формы разрушения при сдвиге
Разрушение кладки при сдвиге имеет три основных формы: образование ступенчатой трещины, проходящей по торцовым и постельным швам кладки, скольжение по постели, и раскалывание по наклонной трещине. Форма разрушения зависит от сочетания нормальных и касательных напряжений в кладке и соотношения прочностей раствора и камней.

## Развитие теории разрушения каменных конструкций
Сырцовый и обожженный кирпич,натуральный камень (известняк, песчаник, мрамор и многие другие каменные материалы) на протяжении тысячелетий, были, наряду с древесиной, практически единственными строительными материалами для всех конструкций зданий и сооружений. Из камня возведены все дошедшие до нашего времени шедевры древнего зодчества, поражающие не только архитектурными достоинствами, но смелостью инженерной мысли. Выдающиеся здания и сооружения возводились без каких-либо инженерных расчетов, на основе инженерной интуиции и критического использования предыдущего опыта проектирования и строительства.
Долговечность и относительно высокая прочность на сжатие каменных материалов определили основное их использование  в опорных конструкциях  (фундаментах, опорах мостов, колоннах, несущих стенах). В пролетных конструкциях каменные материалы применяли в основном в районах, где не было древесины, а также для монументальных построек. В  Древнем Египте и Древней Греции широко применяли при строительстве храмов стоечно-балочную систему, принципы которой были заимствованы из опыта деревянного строительства.  Пролёт каменных балок был весьма ограничен из-за слабого их сопротивления изгибу.
Важным шагом в строительной технике явился переход в Древнем Риме от балочных пролетных конструкций из натурального камня к арочным,  сводчатым и купольным конструкциям, которые работают в основном на сжатие. Своды и купола также издавна применяли в Древнем Ближнем Востоке (Месопотамия, Древняя Персия), где практически не было естественного камня и древесины, а основным материалом для возведения стен и покрытий зданий был сырцовый кирпич. По мнению некоторых историков строительной техники, арочные и купольные конструкции Древнего Рима были созданы с использованием опыта применения таких конструкций в Древнем Ближнем Востоке.
Принципиально новые решения каменных пролетных конструкций были созданы в Средние века. В Византии были разработаны и получили широкое применение крестово-купольные системы, парусные купола и купола на парусах.  В романской архитектуре  получили распространение крестовые своды,  которые, в отличие от подобных сводов Древнего Рима, усиливались в местах пересечения сводов арками-нервюрами. Вершиной строительной техники Средних веков является создание каркасных готических построек, в которых стены были полностью освобождены от несущих функций.
Железобетонные и металлические конструкции  постепенно заменили  каменные материалы в несущих конструкциях. Камень и кирпич стали в основном применять для возведения стен и как облицовочный материал. Между тем, в середине XIX века в Германии был возведен из кирпича многоярусный арочный железнодорожный мост Гёльчтальбрюкке, который по внешнему виду похож на акведуки, строившиеся во времена Древнего Рима.
До 30-х гг. XX века каменные конструкции проектировали либо по эмпирическим правилам, либо методами сопротивления материалов на основе упругих расчетов. Специфические особенности  работы каменных конструкций под нагрузкой на основе многочисленных испытаний образцов кладки впервые выявил Л. И. Онищик  , основоположник науки о прочности каменных конструкций.
Теория прочности каменных конструкций в дальнейшем получила значительное развитие. Новые исследования были  связаны с проблемами прочности  многоэтажных зданий с железобетонным или металлическим каркасом, заполненным кладкой, при действии горизонтальных нагрузок (ветровых и сейсмических).
Другое направление исследований  связано с задачами реставрации каменных архитектурных памятников. Успехи компьютерных технологий во многом способствовали решению указанных задач, позволяя рассчитывать здание в целом  с учётом физических особенностей работы каменных конструкций.
Первые варианты критериев разрушения кладки при плоском напряженном состоянии  были ориентированы на выполнение упрощенных расчётов кладки, не требующих обязательного применения вычислительной техники.
Предложенные критерии были назначены с учётом  разных форм разрушения кладки в зависимости от её напряженного состояния. Эти критерии охватывали лишь некоторые, хотя и наиболее часто встречающиеся соотношения нормальных напряжений в кладке. Накопление результатов испытаний опытных образцов кладки создало основу для разработки уточненных критериев разрушения кладки. Среди этих экспериментальных исследований особое место принадлежит испытаниям, которые выполнил в 1981-1983 гг. A.W. Page. Благодаря четкой методике и тщательному выполнению результаты испытаний  A.W.  Page уже на протяжении 30-ти лет используются для проверки достоверности новых  критериев разрушения кладки при плоском напряженном состоянии.
Современные методы  расчета прочности каменных конструкций ориентированы на использование метода конечных элементов (МКЭ) c применением вычислительной техники. В МКЭ рассчитываемая конструкция аппроксимируется плоскими или пространственными конечными элементам (КЭ).

## Одномерные критерии разрушения
Одномерные критерии разрушения применяют для упрощённого расчёта прочности каменных столбов, колонн, простенков, перемычек, арок и др. линейных конструкций, высота или длина которых, в несколько раз больше размеров поперечного сечения. Одномерные критерии разрушения задают в виде предельных соотношений продольных сил и изгибающих моментов в поперечном сечении конструкции. Такие критерии приводятся в нормах и руководствах по проектированию каменных конструкций.

Уточнённый расчёт линейных конструкций может быть выполнен на основе микромеханического или макромеханического моделирования.

## Двухмерные критерии разрушения
Двухмерные критерии разрушения применяют для расчёта прочности  каменных стен, загруженных в собственной плоскости или изгибамых из плоскости, а также каменных плит перекрытий. Расчёт таких конструкций выполняется численными методами, как правило, с использованием метода конечных элементов. Критерии разрушения при микромеханическом моделировании задают раздельно для кладочных элементов, растворных швов и их контактных поверхностей (интерфейсов). Критерии разрушения при макромеханическом моделировании определяет поверхность разрушения.
Поверхность разрушения кладки при действии внешних нагрузок в плоскости стен может быть задана в двух вариантах: в терминах касательных (τ) и нормальных (σn, σp)  напряжений, действующих нормально и параллельно постели кладки, соответственно, или в терминах главных напряжений (σ1, σ2) и угла наклона (θ) максимального главного напряжения к постели кладки.

## Трёхмерные критерии разрушения
Трёхмерные критерии разрушения применяют для расчёта прочности пространственных каменных конструкций (сводов, куполов, оболочек, массивов). Расчёт таких конструкций выполняют с использованием макромеханического моделирования, так как расчёт на основе  микромеханического моделирования таких конструкций чрезвычайно трудоёмок. Тонкостенные  пространственные конструкции, как правило, испытывают плоское напряжённое состояние. Для таких конструкций можно использовать двухмерные критерии разрушения. Трёхмерные критерии разрушения для массивных конструкций недостаточно развиты. Обычно используют критерии механики грунтов для скальных пород.

## Моделирование кладки для определения критериев разрушения

Методы моделирования каменной кладки

Применительно к задачам расчета прочности каменных конструкций используют два вида моделирования кладки, называемые микромеханическим и макромеханическим моделированием.

### Микромеханическое моделирование
Главная статья: Микромеханическое моделирование каменных стен.
При микромеханическом  моделировании кладка  рассматриваются как гетерогенное (неоднородное)  тело, состоящее из кладочных элементов и растворных швов,  характеристики жесткости и прочности которых учитываются раздельно. В такой кладке каждый кладочный элемент заменяется для расчета совокупностью мелких конечных элементов (КЭ), размеры которых меньше толщины растворных швов в два и более раза. Растворные швы также расчленяются на КЭ аналогичных размеров. В ряде случаев вводятся дополнительные КЭ нулевой толщины, которые учитывают особые свойства интерфейса кладочных элементов и растворных швов. Упрощенный вариант микромеханического  моделирования, при котором каждый кладочный заменяется всего двумя КЭ, а растворные швы -  конечными элементами нулевой толщины, называют мезомеханическим  моделированием.
Микромеханическое  моделирование применяют, как правило, для кладки, имеющей регулярную, повторяющуюся структуру. В такой кладке выделяют одинаковые, многократно повторяющиеся объёмы. Минимальный повторяющийся объём кладки называют основной ячейкой.  Конечные элементы, на которые разделяются для расчёта основная ячейка, рассматриваются как изотропные тела, прочность которых определяется с использованием  тех или иных критериев прочности  для кладочных элементов и растворных швов. Материалы кладочных элементов и растворных швов имеют разные сопротивления  сжатию и растяжению. Поэтому критерии разрушения этих материалов учитывают, как минимум, два параметра - прочности при одноосном сжатии и растяжении. Чаще других используют различные  "классические" теорий прочности и их комбинации, а также критерий прочности Друкера-Прагера.
Микромеханическое   моделирование основной ячейки наиболее просто выполнять для случаев, когда все основные ячейки имеют одинаковое напряженное состояние (например, при осевом сжатии нормально и параллельно постели кладки, чистом сдвиге). В  случаях, когда кладка имеет неоднородное напряженное состояние и возможно перераспределение напряжений вследствие нелинейного деформирования конструкций, расчет основной ячейки на основе микро моделирование необходимо  многократно повторять  для каждого конечного элемента ортотропной пластины.  Это обстоятельство существенно увеличивает трудоемкость расчета и делает не приемлемым микро моделирование для расчета реальных каменных конструкций.

### Макромеханическое моделирование
Главная статья: Макромеханическое моделирование каменных стен.
При макромеханическом  моделировании неоднородная (гетерогенная система) каменной кладки  заменяется однородной (гомогенной)  пластиной, которая имеет неодинаковые характеристики прочности и жесткости в направлениях нормально и параллельно постели кладки. Для определения макромеханических  критериев разрушения каменных конструкций предварительно выполняется гомогенизация кладки, т.е. замена неоднородной структуры материала однородной. Для гомогенизации используют  два способа.
Критерии разрушения каменных конструкций при первом способе гомогенизации определяются с использованием поверхности разрушения кладки, которая определяет условия локального макро разрушения кладки. Поверхность разрушения задаётся с использованием данных о  прочности кладки при относительно простых видах её напряжённого состояния  (таких как одноосное сжатие и растяжение нормально и параллельно постели кладки, двухосное сжатие, срез и некоторых других). Эти данные  используют для аппроксимации поверхности разрушения. Поэтому методы гомогенизации, использующие первый способ, можно, для наглядности термина, назвать аппроксимационной гомогенизацией.
Получение исходных данных для аппроксимационной гомогенизации требует,  как правило, выполнения испытаний фрагментов кладки, хотя  некоторые из них можно определить расчетным путём,  используя, например, эмпирические зависимости механических характеристик кладки от прочности при сжатии кладочных единиц и раствора.
Второй способ гомогенизации используется для кладки регулярной структуры, которая состоит из многократно повторяющихся объёмов. Для гомогенизации кладки с использованием микромоделирования предварительно выполняется  расчёт основной ячейкой (см. раздел "Макромеханическое моделирование"). Необходимые для расчета характеристики прочности и жесткости кладочных единиц и растворных швов определяются испытаниями образцов соответствующих материалов, но их экспериментальное определение проще, чем испытания фрагментов  кладки. Расчёт кладки при втором способе гомогенизации состоит из предварительного определения на основе  микромеханического моделирования жёсткости и прочности каждого конечного элемента (с учётом его напряжённого состояния) и последующего расчёта с использованием макромеханического моделирования. Поэтому второй способ гомогенизации можно назвать макро-микро гомогенизацией.
При втором способе гомогенизации поверхность разрушения в явном виде не определяется. Прочность кладки проверяется в отдельности для каждого конечного элемента с учётом его напряженного состояния. При однородном напряженном состоянии расчет на основе микро моделирования основной ячейки позволяет определить её предельное сопротивление для заданного сочетания напряжений. Эти данные могут быть использованы в качестве опорных точек для построения поверхности разрушения.

Варианты поверхностей разрушения по предложениям:
(a) Ganz (1985), (b) Dhanasaer et al.(1985), (c) Maier et al.(1991)
(d) Lourenço (1995), (e) Berto et al.(2002), (f) Lishak et al.(2012)

Поверхность разрушения при аппроксимационной гомогенизации может быть задана   в терминах касательных и нормальных напряжений, действующих перпендикулярно и параллельно постели кладки, или в терминах главных напряжений и угла наклона максимального главного напряжения к постели кладки.
Поверхности разрушения, использованные разными авторами при аппроксимационной гомогенизации, имеют самую различную форму. На рис. справа приведено шесть характерных вариантов поверхностей разрушения кладки в терминах касательных и нормальных напряжений, предложенные 
H.R. Ganz (1985), 
. 
M. Dhanasekar, A.W. Page и P.W. Kleeman (1985),

G. Maier, E. Nappi и A Papa (1991),

P. B. Lourenço (1995), 
)
L. Berto, R.Scotta R. Vitaliani (2002),
. 
V. I.  Lishak,  V. I. Yagust и  D. Z. Yankelevsky (2012).
.
Для удобства сравнения поверхности  построены для одинаковых значений предельных сопротивлений кладки  одноосному сжатию и растяжению нормально и параллельно постели кладки, а также предельных сопротивлений двухосному сжатию (одинаковому и разному). Соотношения между предельными напряжениями приняты по опытам A. W. Page (1981-1983). Для наглядности изображения предельные растягивающие напряжения,   увеличены, но сохранено соотношение между ними. Опорные точки, использованные для построения поверхностей разрушения, выделены маленькими темными кружками.
Варианты поверхностей разрушения предложили также
U. Andreaus (1996),
C. A. Syrmakesis and P. G. Asteris (2001),  
R. Ushaksaraei и S. Pietruszczak (2002), 
. 
M. Kawa, S. Pietruszczak и B. Shieh-Beygi (2008), 

и другие авторы.

## Зависимости между напряжениями и деформациями
Расчет прочности кладки выполняется в предположении, что её материал упругий, нелинейно-деформируемый или идеально пластичный (жестко-пластическое тело).

### Линейное моделирование
При линейном моделировании предполагается, что кладка вплоть до разрушения деформируется упруго. Такое допущение существенно упрощает расчёт, но не позволяет выявить действительное предельное сопротивление кладки разрушению.  Между тем, если напряжения, вычисленные на основе линейного моделирования, меньше предельного сопротивления для соответствующего сочетания напряжений в кладке, то при проектировании каменных конструкций можно ограничиться таким расчётом.

### Нелинейное  моделирование
Методы расчета кладки как нелинейно-деформируемого тела учитывают различные формы разрушения, в том числе пластические и хрупкие. Нелинейный  расчет позволяет проверить не только прочность, но и деформации конструкций с учётом возможного образования в них трещин.
При нелинейном расчете  прочность проверяется одним из двух способов.  При использовании первого способа выполняется сопоставление напряжений в кладке с предварительно заданной поверхностью разрушения. При втором способе напряжения в каждом конечном элементе сравниваются с предельными, которые определяются на основе микромеханического моделирования  основной ячейки. Такой способ требует многократного расчета  основной ячейки, что существенно увеличивает трудоемкость расчета.  Поэтому второй вариант нелинейного расчета используют в основном в исследовательских целях.
Нелинейный расчет кладки на основе МКЭ выполнил в 1978 г. Page c  использованием экспериментальной  зависимости напряжения-деформации для случая одноосного сжатия кладки перпендикулярно постели
.  
Эта зависимость не учитывала нисходящую ветвь деформирования. Нелинейный расчет кладки с использованием полных диаграмм деформирования для сжатия, растяжения и сдвига (с учётом нисходящей ветви  зависимости напряжения-деформации после преодоления пиковой нагрузки) выполнили  в 1985г. P. B. Lourenço

Для снижения трудоемкости нелинейного расчета каменных конструкций были предложены различные упрощенные модели деформирования, в которых реальная криволинейная зависимость между напряжениями и деформациями заменяется кусочно-линейной и используются кусочно-линейные предельные зависимости между нормальными и касательными напряжениями,,.

### Модель жестко-пластичного тела
Модель жестко-пластичного тела является простейшей.  Хотя некоторые формы разрушения кладки, в частности при растяжении,  имеют хрупкий характер, но для многих важных для практики случаев, например, при совместном действии вертикальных и горизонтальных нагрузок в плоскости стены, локальные хрупкие разрушения не сильно влияют на общий характер деформаций каменной стены под нагрузкой. Рассмотрение кладки как жестко-пластического тела позволяет использовать для расчета методы предельного анализа (статического или кинематического). Статический метод позволяет определить нижнюю границу несущей способности, а кинематический – верхнюю границу. При использовании методов предельного анализа условия разрушения, записываются в форме неравенств.  Если  эти условия линейные, то можно использовать алгоритмы линейного программирования (симплекс-метод), который детально разработан и имеет надежное стандартное программное обеспечение. Методы предельного анализа были успешно использованы в работе
 и ряде других.
Недостатком методов предельного анализа является то, что они позволяют определить только предельную несущую способность  конструкции. В ряде задач, например, при расчете на сейсмические нагрузки, необходимо знать динамические характеристики несущих конструкций, определяемые через перемещения.

## См.  также
- Сопротивление материалов
- Механика разрушения
- Прочность
- Предельное состояние